# Black Ghost
Black ghost (títol original: Heart Condition) és una pel·lícula estatunidenca de James D. Parriott, estrenada el 1990. Aquesta pel·lícula ha estat doblada al català.

## Argument
Un policia tinyós i alcohòlic a qui se li ha trasplantat el cor de qui detestava més, fa equip amb el fantasma d'aquest últim per trobar el culpable del seu assassinat i de salvar la dona que estima, que es mostra ser l'ex. del policia.

## Repartiment
- Bob Hoskins: Jack Moony
- Denzel Washington: Napoleon Stone
- Chloe Webb: Crystal Gerrity
- Roger E. Mosley: Capità Wendt
- Ja'net DuBois: Mrs. Stone
- Alan Rachins: Dr. Posner
- Ray Baker: Harry Zara
- Jeffrey Meek: Graham
- Eva LaRue Callahan: Peisha